# Echinopora grandicula
Espèce
Echinopora grandicula (nomen nudum) est une espèce de coraux de la famille des Merulinidae.